# 罗文蔚 (1917年)
罗文蔚（1917年—1980年），男，陕西旬邑人，中华人民共和国政治人物，曾任中共固原地委书记，宁夏回族自治区政协副主席。